# 롯데호텔 L7 강남
롯데호텔 L7 강남(영어: Lotte Hotel L7 Gangnam)은 대한민국 서울특별시 강남구 테헤란로 415 (삼성동 142-41)에.. 위치하고 있다..

## 같이 보기
- 대한민국의 호텔 목록